# US Open de 2011
O US Open de 2011 foi um torneio de tênis disputado nas quadras duras do USTA Billie Jean King National Tennis Center, no Flushing Meadows-Corona Park, no distrito do Queens, em Nova York, nos Estados Unidos, entre 29 de agosto e 12 de setembro. Corresponde à 44ª edição da era aberta e à 131ª de todos os tempos.

## Pontuação e premiação

### Distribuição de pontos
ATP e WTA informam suas pontuações em Grand Slam, distintas entre si, em simples e em duplas. A ITF responde exclusivamente pelos juvenis e cadeirantes.
Considerado torneio amistoso, o de duplas mistas não gera pontos.
No juvenil, os simplistas jogam duas fases de qualificatório, mas só os que passam à chave principal pontuam. Em duplas, a pontuação é por jogador. Os campeões de ambas modalidades recebem pontos adicionais de bônus (os valores da tabela já somam as duas pontuações).

#### Profissional
| Evento            | V    | F    | SF  | QF  | R16 | R32 | R64 | R128 | Q  | Q3 | Q2 | Q1 |
| Simples masculino | 2000 | 1200 | 720 | 360 | 180 | 90  | 45  | 10   | 25 | 16 | 8  | 0  |
| Duplas masculinas | 2000 | 1200 | 720 | 360 | 180 | 90  | 0   | —    | —  | —  | —  | —  |
| Simples feminino  | 2000 | 1400 | 900 | 500 | 280 | 160 | 100 | 5    | 60 | 50 | 40 | 2  |
| Duplas femininas  | 2000 | 1400 | 900 | 500 | 280 | 160 | 5   | —    | —  | —  | —  | —  |

| Evento            | V   | F   | SF  | QF | R16 | R32 | R64 | Q  | Q2 | Q1 |
| Simples Masculino | 500 | 180 | 120 | 80 | 50  | 30  | 25* | 20 | 0  | 0  |
| Simples Feminino  | 500 | 180 | 120 | 80 | 50  | 30  | 25* | 20 | 0  | 0  |
| Duplas Masculinas | 360 | 120 | 80  | 50 | 30  | 0   | —   | —  | —  | —  |
| Duplas Femininas  | 360 | 120 | 80  | 50 | 30  | 0   | —   | —  | —  | —  |

| Evento               | V   | F   | SF/3º lugar | QF/4º lugar |
| Simples              | 800 | 500 | 375         | 100         |
| Duplas               | 800 | 500 | 100         | —           |
| Simples tetraplégico | 800 | 500 | 375         | 100         |
| Duplas tetraplégicas | 800 | 100 | —           | —           |

### Premiação
O US Open possui o mesmo número de participantes - 128 - nas chaves do qualificatório masculino e feminino, o que não acontece nos outros Slam. Os valores para duplas são por par. Diferentemente da pontuação, não há recompensa aos vencedores do qualificatório.
Entre os cadeirantes, além de simples e duplas, há a adição dos mesmos eventos para tetraplégicos, o que também ocorre no Australian Open. Contudo, os valores dos prêmios não são detalhados, constando o total em "Outros eventos". Os juvenis não são pagos.
| Evento        | V             | F           | SF          | QF          | Últimos 16  | Últimos 32 | Últimos 64 | Últimos 128 | Q3        | Q2        | Q1        |
| Contemplados  | 1             | 1           | 2           | 4           | 8           | 16         | 32         | 64          | 16        | 32        | 64        |
| Simples (2)   | US$ 1.800.000 | US$ 900.000 | US$ 450.000 | US$ 225.000 | US$ 110.000 | US$ 55.000 | US$ 31.000 | US$ 19.000  | US$ 8.000 | US$ 5.625 | US$ 3.000 |
| Duplas (2)    | US$ 420.000   | US$ 210.000 | US$ 105.000 | US$ 50.000  | US$ 25.000  | US$ 15.000 | US$ 10.000 | —           | —         | —         | —         |
| Duplas mistas | US$ 150.000   | US$ 70.000  | US$ 30.000  | US$ 15.000  | US$ 10.000  | US$ 5.000  | —          | —           | —         | —         | —         |

Outros eventos: US$ 410.000
Total dos eventos: US$ 22.446.000
Per diem (estimado): US$ 1.272.000
Total da premiação: US$ 23.718.000

### Premiação extra
O US Open Series é a série de torneios preparatórios para o Grand Slam norte-americano. A campanha dos tenistas de simples gera pontos. Os três maiores pontuadores, de ambos os gêneros, asseguram o direito de ganhar um prêmio extra em dinheiro, dependendo de seus desempenhos em Nova York, de acordo com a tabela abaixo.
| US Open Series de 2011 | US Open Series de 2011 | US Open Series de 2011 | US Open Series de 2011 | US Open Series de 2011 | US Open Series de 2011 | US Open Series de 2011 | US Open Series de 2011 | US Open Series de 2011 | US Open Series de 2011 | US Open Series de 2011 |
| --- | ---------------------- | ---------------------- | ---------------------- | ---------------------- | ---------------------- | ---------------------- | ---------------------- | ---------------------- | ---------------------- | ---------------------- |
| Torneios participantes: Atlanta, Los Angeles, Washington, Montreal, Cincinnati e Winston-Salem (ATP); Stanford, Carlsbad, Washington, Toronto, Cincinnati e New Haven (WTA) |                        |                        |                        |                        |                        |                        |                        |                        |                        |                        |
| Posição/Fase | V                      | F                      | SF                     | QF                     | 4ª fase                | 3ª fase                | 2ª fase                | 1ª fase                | Premiados              | Premiados              |
| 1º lugar | US$ 1.000.000          | US$ 500.000            | US$ 250.000            | US$ 125.000            | US$ 70.000             | US$ 40.000             | US$ 25.000             | US$ 15.000             | Mardy Fish             | US$ 70.000             |
| 1º lugar | US$ 1.000.000          | US$ 500.000            | US$ 250.000            | US$ 125.000            | US$ 70.000             | US$ 40.000             | US$ 25.000             | US$ 15.000             | Serena Williams        | US$ 500.000            |
| 2º lugar | US$ 500.000            | US$ 250.000            | US$ 125.000            | US$ 62.500             | US$ 35.000             | US$ 20.000             | US$ 12.500             | US$ 7.500              | Novak Djokovic         | US$ 500.000            |
| 2º lugar | US$ 500.000            | US$ 250.000            | US$ 125.000            | US$ 62.500             | US$ 35.000             | US$ 20.000             | US$ 12.500             | US$ 7.500              | Agnieszka Radwańska    | US$ 12.500             |
| 3º lugar | US$ 250.000            | US$ 125.000            | US$ 62.500             | US$ 31.250             | US$ 17.500             | US$ 10.000             | US$ 6.250              | US$ 3.750              | John Isner             | US$ 31.250             |
| 3º lugar | US$ 250.000            | US$ 125.000            | US$ 62.500             | US$ 31.250             | US$ 17.500             | US$ 10.000             | US$ 6.250              | US$ 3.750              | Maria Sharapova        | US$ 10.000             |

## Cabeças de chave

### Simples

#### Masculino
| Entrada | Ranking | Jogador               | Pontos | Pontos à defender | Pontos ganhos | Nova pontuação | Status                                       |
| ------- | ------- | --------------------- | ------ | ----------------- | ------------- | -------------- | -------------------------------------------- |
| 1       | 1       | Novak Djokovic        | 13920  | 1200              | 2000          | 14720          | Campeão, venceu Rafael Nadal [2]             |
| 2       | 2       | Rafael Nadal          | 11420  | 2000              | 1200          | 10620          | Vice-campeão, perdeu para Novak Djokovic [1] |
| 3       | 3       | Roger Federer         | 8380   | 720               | 720           | 8380           | Perdeu na SF para Novak Djokovic [1]         |
| 4       | 4       | Andy Murray           | 6535   | 90                | 720           | 7165           | Perdeu na SF para Rafael Nadal [2]           |
| 5       | 5       | David Ferrer          | 4200   | 180               | 180           | 4200           | Perdeu no R16 Andy Roddick [21]              |
| 6       | 6       | Robin Söderling       | 4145   | 360               | 0             | 3785           | Retirou-se do torneio (lesão no punho)       |
| 7       | 7       | Gaël Monfils          | 3165   | 360               | 45            | 2850           | Perdeu no R64 para Juan Carlos Ferrero       |
| 8       | 8       | Mardy Fish            | 2820   | 180               | 180           | 2820           | R16 vs. Jo-Wilfried Tsonga [11]              |
| 9       | 9       | Tomáš Berdych         | 2690   | 10                | 90            | 2770           | Perdeu no R32 para Janko Tipsarevic [20]     |
| 10      | 10      | Nicolás Almagro       | 2380   | 90                | 10            | 2300           | Perdeu no R128 para Julien Benneteau [WC]    |
| 11      | 11      | Jo-Wilfried Tsonga    | 2350   | 0                 | 360           | 2710           | Perdeu na QF para Roger Federer [3]          |
| 12      | 12      | Gilles Simon          | 2325   | 90                | 180           | 2415           | Perdeu no R16 para John Isner [28]           |
| 13      | 13      | Richard Gasquet       | 2080   | 180               | 45            | 2215           | Perdeu no R64 para Ivo Karlović [PR]         |
| 14      | 14      | Stanislas Wawrinka    | 2035   | 360               | 45            | 1720           | Perdeu no R64 para Donald Young [WC]         |
| 15      | 15      | Viktor Troicki        | 1935   | 10                | 10            | 1935           | Perdeu no R128 para Alejandro Falla          |
| 16      | 16      | Mikhail Youzhny       | 1955   | 720               | 10            | 1245           | Perdeu no R128 para Ernests Gulbis           |
| 17      | 17      | Jürgen Melzer         | 1830   | 180               | 45            | 1695           | Perdeu no R64 para Igor Kunitsyn             |
| 18      | 18      | Juan Martín del Potro | 1800   | 0                 | 90            | 1890           | Perdeu no R32 para Gilles Simon [12]         |
| 19      | 19      | Fernando Verdasco     | 1785   | 360               | 90            | 1515           | Perdeu no R32 para Jo-Wilfried Tsonga [11]   |
| 20      | 20      | Janko Tipsarević      | 1740   | 90                | 360           | 2010           | Perdeu na QF para Novak Djokovic [1]         |
| 21      | 21      | Andy Roddick          | 1680   | 45                | 360           | 1995           | Perdeu na QF para Rafael Nadal [2]           |
| 22      | 22      | Alexandr Dolgopolov   | 1530   | 10                | 180           | 1700           | Perdeu no R16 para Novak Djokovic [1]        |
| 23      | 23      | Radek Štěpánek        | 1440   | 10                | 45            | 1475           | Perdeu no R64 para Juan Mónaco               |
| 24      | 24      | Juan Ignacio Chela    | 1440   | 45                | 90            | 1495           | Perdeu no R32 para Donald Young              |
| 25      | 25      | Feliciano López       | 1415   | 180               | 90            | 1325           | Perdeu no R32 para Andy Murray [4]           |
| 26      | 26      | Florian Mayer         | 1405   | 10                | 90            | 1485           | Perdeu no R32 para David Ferrer [5]          |
| 27      | 27      | Marin Čilić           | 1375   | 45                | 90            | 1420           | Perdeu no R32 para Roger Federer [3]         |
| 28      | 28      | John Isner            | 1545   | 90                | 360           | 1815           | Perdeu na QF para Andy Murray [4]            |
| 29      | 30      | Michaël Llodra        | 1280   | 90                | 45            | 1235           | Perdeu no R64 para Kevin Anderson            |
| 30      | 31      | Ivan Ljubičić         | 1280   | 10                | 45            | 1315           | Perdeu no R64 para David Nalbandian          |
| 31      | 32      | Marcel Granollers     | 1243   | 45                | 90            | 1288           | Perdeu no R32 para Juan Carlos Ferrero       |
| 32      | 33      | Ivan Dodig            | 1207   | 70                | 10            | 1147           | Perdeu no R128 para Nikolay Davydenko        |

##### Desistências
| Ranking | Jogador         | Pontos | Pontos à defender | Pontos ganhos | Nova pontuação | Motivo da desistência |
| ------- | --------------- | ------ | ----------------- | ------------- | -------------- | --------------------- |
| 6       | Robin Söderling | 4145   | 360               | 0             | 3785           | lesão no punho        |
| 29      | Milos Raonic    | 1312   | 35                | 0             | 1277           | lesão no quadril      |

#### Feminino
| Entrada | Ranking | Jogadora                    | Pontos | Pontos à defender | Pontos ganhos | Nova pontuação | Status                                           |
| ------- | ------- | --------------------------- | ------ | ----------------- | ------------- | -------------- | ------------------------------------------------ |
| 1       | 1       | Caroline Wozniacki          | 9335   | 900               | 900           | 9335           | Perdeu na SF para Serena Williams [28]           |
| 2       | 2       | Vera Zvonareva              | 6820   | 1400              | 500           | 5920           | Perdeu na QF para Samantha Stosur [9]            |
| 3       | 4       | Maria Sharapova             | 6346   | 280               | 160           | 6226           | Perdeu no R32 para Flavia Pennetta [26]          |
| 4       | 5       | Victoria Azarenka           | 5995   | 100               | 160           | 6055           | R32 vs. Serena Williams [28]                     |
| 5       | 6       | Petra Kvitová               | 5685   | 160               | 5             | 5530           | Perdeu no R128 para Alexandra Dulgheru           |
| 6       | 7       | Na Li                       | 5870   | 5                 | 5             | 5870           | Perdeu no R128 para Simona Halep                 |
| 7       | 8       | Francesca Schiavone         | 4995   | 500               | 280           | 4775           | Perdeu no R16 para Anastasia Pavlyuchenkova [17] |
| 8       | 9       | Marion Bartoli              | 4225   | 100               | 100           | 4225           | Perdeu no R64 para Christina McHale              |
| 9       | 10      | Samantha Stosur             | 3880   | 500               | 2000          | 5380           | Campeã, venceu Serena Williams [28]              |
| 10      | 11      | Andrea Petkovic             | 3805   | 280               | 500           | 4025           | Perdeu na QF para Caroline Wozniacki [1]         |
| 11      | 12      | Jelena Janković             | 3270   | 160               | 160           | 3270           | Perdeu no R32 para Anastasia Pavlyuchenkova [17] |
| 12      | 13      | Agnieszka Radwańska         | 3270   | 100               | 100           | 3270           | Perdeu no R64 para Angelique Kerber              |
| 13      | 14      | Peng Shuai                  | 2705   | 160               | 280           | 2825           | Perdeu no R16 para Flavia Pennetta [26]          |
| 14      | 15      | Dominika Cibulková          | 2565   | 500               | 100           | 2165           | Perdeu no R64 para Irina Falconi                 |
| 15      | 16      | Svetlana Kuznetsova         | 2481   | 280               | 280           | 2481           | Perdeu no R16 para Caroline Wozniacki [1]        |
| 16      | 17      | Ana Ivanović                | 2415   | 280               | 280           | 2415           | Perdeu no R16 para Serena Williams [28]          |
| 17      | 22      | Anastasia Pavlyuchenkova    | 2500   | 280               | 500           | 2720           | Perdeu na QF para Serena Williams [28]           |
| 18      | 20      | Roberta Vinci               | 2350   | 5                 | 160           | 2505           | Perdeu no R32 para Andrea Petkovic [10]          |
| 19      | 21      | Julia Görges                | 2335   | 100               | 160           | 2395           | Perdeu no R32 para Peng Shuai [13]               |
| 20      | 22      | Yanina Wickmayer            | 2320   | 280               | 100           | 2140           | Perdeu no R64 para Alla Kudryavtseva             |
| 21      | 23      | Daniela Hantuchová          | 2220   | 160               | 5             | 2065           | Perdeu no R128 para Pauline Parmentier           |
| 22      | 18      | Sabine Lisicki              | 2478   | 100               | 280           | 2658           | Perdeu no R16 para Vera Zvonareva [2]            |
| 23      | 24      | Shahar Pe'er                | 2115   | 280               | 100           | 1935           | Perdeu no R64 para Sloane Stephens [WC]          |
| 24      | 25      | Nadia Petrova               | 1695   | 5                 | 160           | 1850           | Perdeu np R32 para Samantha Stosur [9]           |
| 25      | 26      | Maria Kirilenko             | 1735   | 160               | 280           | 1855           | Perdeu no R16 para Samantha Stosur [9]           |
| 26      | 27      | Flavia Pennetta             | 1800   | 160               | 500           | 2140           | Perdeu na QF para Angelique Kerber               |
| 27      | 28      | Lucie Šafářová              | 1785   | 5                 | 160           | 1840           | Perdeu no R32 para Monica Niculescu              |
| 28      | 29      | Serena Williams             | 1780   | 0                 | 1400          | 3180           | Vice-campeã, perdeu para Samantha Stosur [9]     |
| 29      | 31      | Jarmila Gajdošová           | 1690   | 5                 | 100           | 1785           | Perdeu no R64 para Vania King                    |
| 30      | 32      | Anabel Medina Garrigues     | 1610   | 5                 | 160           | 1665           | Perdeu no R32 para Vera Zvonareva [2]            |
| 31      | 33      | Kaia Kanepi                 | 1508   | 500               | 100           | 1108           | Perdeu no R64 para Silvia Soler-Espinosa         |
| 32      | 34      | María José Martínez Sánchez | 1505   | 5                 | 5             | 1505           | Perdeu no R128 para Mona Barthel                 |

##### Desistências
| Ranking | Jogadora         | Pontos | Pontos à defender | Pontos ganhos | Nova pontuação | Motivo da desistência             |
| ------- | ---------------- | ------ | ----------------- | ------------- | -------------- | --------------------------------- |
| 3       | Kim Clijsters    | 6501   | 2000              | 0             | 4501           | lesão no músculo abdominal        |
| 30      | Alisa Kleybanova | 1755   | 100               | 0             | 1655           | tratamento de Linfoma de Hodgkins |

## Dia a dia

### Jogador do dia
- 1º dia:  Madison Keys - a jovem de 16 anos venceu a compatriota Jill Craybas, 21 anos mais velha, por 6-2, 6-4, conseguindo sua primeira vitória no torneio.
- 2º dia:  Simona Halep - a jogadora de 19 anos que ocupa a 53ª posição no ranking venceu a 6ª cabeça de chave, Na Li, por 6-2, 7-5.
- 3º dia:  Julien Benneteau - o jogador de 29 anos derrotou Nicolas Almagro, 10º cabeça de chave, por 6-2, 6-4, 6-3 .
- 4º dia:  Juan Carlos Ferrero - o jogador derrotou o 7º cabeça de chave Gael Monfils em uma longa partida de cinco sets.
- 5º dia:  Flavia Pennetta - a italiana, cabeça de chave n. 26, venceu em três sets a cabeça de chave n. 3, e uma das favoritas ao título, Maria Sharapova. Pennetta afirmou que foi uma das principais vitórias de sua carreira.
- 6º dia:  Francesca Schiavone - a italiana salvou um match point no segundo set e venceu Chanelle Scheepers por 5-7, 7-6(5), 6-3.
- 7º dia:  Donald Young - o jogador de 22 anos derrotou o 24º cabeça de chave, Juan Ignacio Chela, em sets diretos e chegou pela primeira vez na carreira a quarta rodada de um Grand Slam.
- 8º dia:  Anastasia Pavlyuchenkova - a jovem jogadora russa venceu Francesca Schiavone em três sets, com parciais de 5-7, 6-3, 6-4 em quase 3 horas de partida.
- 11º dia:  John Isner - o jogador de 26 anos venceu o francês Gilles Simon por 7-6(2), 3-6, 7-6(2), 7-6(4), alcançando sua primeira quarta de final em Grand Slams.
- 12º dia:  Rafael Nadal - o espanhol venceu Andy Roddick de maneira convincente, em menos de 2 horas, para alcançar a semi final do torneio.
- 13º dia:  Samantha Stosur - a jogadora venceu a semifinal contra Angelique Kerber por 6-3, 2-6, 6-2 e tornou-se a primeira australiana a chegar a final do torneio desde Wendy Turnball, em 1977.

## Finais

### Profissional
| Categoria | Evento    | Campeã(s)(o/ões)                 | Vice-campeã(s)(o/ões)                | Resultado          | Chave(s)  | Chave(s)       |
| --------- | --------- | -------------------------------- | ------------------------------------ | ------------------ | --------- | -------------- |
| Simples   | Masculino | Novak Djokovic                   | Rafael Nadal                         | 6–2, 6–4, 6–7, 6–1 | principal | qualificatório |
| Simples   | Feminino  | Samantha Stosur                  | Serena Williams                      | 6–2, 6–3           | principal | qualificatório |
| Duplas    | Masculino | Jürgen Melzer Philipp Petzschner | Mariusz Fyrstenberg Marcin Matkowski | 6–2, 6–2           | principal | principal      |
| Duplas    | Feminino  | Liezel Huber Lisa Raymond        | Vania King Yaroslava Shvedova        | 4–6, 7–65, 7–63    | principal | principal      |
| Duplas    | Misto     | Melanie Oudin Jack Sock          | Gisela Dulko Eduardo Schwank         | 7–6, 4–6, [10–8]   | principal | principal      |

### Juvenil
| Categoria | Evento    | Campeã(s)(o/ões)               | Vice-campeã(s)(o/ões)             | Resultado        | Chave(s)  | Chave(s)       |
| --------- | --------- | ------------------------------ | --------------------------------- | ---------------- | --------- | -------------- |
| Simples   | Masculino | Oliver Golding                 | Jiří Veselý                       | 5–7, 6–3, 6–4    | principal | qualificatório |
| Simples   | Feminino  | Grace Min                      | Caroline Garcia                   | 7–5, 7–63        | principal | qualificatório |
| Duplas    | Masculino | Robin Kern Julian Lenz         | Maxim Dubarenco Vladyslav Manafov | 7–5, 6–4         | principal | principal      |
| Duplas    | Feminino  | Irina Khromacheva Demi Schuurs | Gabrielle Andrews Taylor Townsend | 6–4, 5–7, [10–5] | principal | principal      |

### Cadeirante
| Categoria | Evento       | Campeã(s)(o/ões)               | Vice-campeã(s)(o/ões)          | Resultado      | Chave     |
| --------- | ------------ | ------------------------------ | ------------------------------ | -------------- | --------- |
| Simples   | Masculino    | Shingo Kunieda                 | Stéphane Houdet                | 3–6, 6–1, 6–0  | principal |
| Simples   | Feminino     | Esther Vergeer                 | Aniek van Koot                 | 6–2, 6–1       | principal |
| Simples   | Tetraplégico | David Wagner                   | Peter Norfolk                  | 7–5, 3–1, ab.  | principal |
| Duplas    | Masculino    | Stéphane Houdet Nicolas Peifer | Maikel Scheffers Ronald Vink   | 6–3, 6–1       | principal |
| Duplas    | Feminino     | Esther Vergeer Sharon Walraven | Jiske Griffioen Aniek van Koot | 7–5, 86–7, 6–4 | principal |
| Duplas    | Tetraplégico | Nicholas Taylor David Wagner   | Noam Gershony Peter Norfolk    | w.o.           | principal |